# Napajedla
Napajedla város Csehországban, a Zlíni járásban. Napajedla Pohořelice, Topolná, Halenkovice, Žlutava, Otrokovice, Komárov és Spytihněv településekkel határos. Lakosainak száma 7172 fő (2024. január 1.).

## Népesség
A település lakosságának változását az alábbi diagram mutatja:
| Lakosok száma | 3041 | 3601 | 3600 | 4848 | 7747 | 7607 | 7251 | 7222 | 7074 | 7172 |
|               | 1869 | 1890 | 1921 | 1950 | 1980 | 2001 | 2017 | 2019 | 2022 | 2024 |